# Andrew Van de Kamp
Andrew Van De Kamp egy szereplő a Született feleségek című amerikai tévéfilmsorozatban. Andrewt Shawn Pyfrom alakítja. Magyar hangja Moser Károly.

## Története

### 1. évad
Miután Rex és Bree el akarnak válni, Rex elkezdi kényeztetni a gyerekeit, és Andrewnak vesz egy kocsit, amivel aznap este el is gázolja Juanita Solist. Ekkor Andrewnak még bűntudata sincs, ezért Bree kiveszi az úszócsapatból. Ezután Andrewt kicsapják az iskolájából, és Bree és Rex elküldik egy nevelőtáborba. Amikor elmennek hozzá a táborba, bevallja, hogy lehet, hogy meleg. Ekkor Bree-ék hazaviszik, és meggyón Sikes atyánál, majd elmondja, hogy nem is meleg, és egyszer úgy pofára ejti Bree-t, hogy az életben föl nem áll.

### 2. évad
Bree tudomást szerez arról, hogy Andrew-nak van egy meleg szeretője, Justin. Ezután Andrew közli Bree-vel, hogy kocsit akar venni a letétéből. Bree nem engedi meg. Ekkor Andrew fölbérel egy ügyvédet, Samuel Bormanist, és az ügyvéd közli Bree-vel, hogy Bree ittas állapota miatt Andrew nagykorúsíthatja magát, és akkor tudna venni egy kocsit. Megjelennek Henry és Eleanor Mason, Bree mostohaszülei, és elveszik Andrew letétét. Ezután Andrew bosszúból lefekszik anyja barátjával, Peter McMillannel, ekkor Bree kiteszi az autópályán és otthagyja, mondván, hogy nem bírja elviselni fiát.

### 3. évad
Bree miután egybekel Orson-nal épp indulnának a nászútjukra, de a reptéren Bree meglátja fiát a tv-ben. Azonnal elindul a keresésére, és megtalálja, de Andrew szóra sem méltatja. Ezután Andrew találkozik Orson-nal aki beszél vele, hogy jöjjön vissza, de a fiú nem akar, és faképnél, hagyja a férfit. Mikor egy nap hazamegy, s Bree tárt karokkal várja.
Ezután Orson megtudja, hogy Andrew-t mikor az utcán élt férfiak felfogadták bizonyos dolgokra, és ezt elmondja Bree-nek, de Bree nem fogja fel úgy a helyzetet mint Orson. Ezután Lynette Scavo felveszi őt a pizzériába dolgozni. Andrew tudomást szerez arról, hogy húga Danielle terhes lett Edie unokaöccsétől Austin McCann-tól. Ekkor Andrew elbeszélget Austin-nal aki ezért elmegy örökre a Lila Akác köz-ből.

## Érdekességek
- Andrew a Bosszú résztől az Egy hétvége vidéken című részig nem látható a sorozatban.